# Theodor Escherich
Theodor Escherich (29. října 1857, Ansbach, Německo – 15. února 1911, Vídeň, Rakousko) byl rakousko-německý lékař–pediatr, bakteriolog a vysokoškolský pedagog.
Narodil se jako mladší syn krajského zdravotního rady Ferdinanda Eschericha a statističky Marie Sophie Friederové.
Po ukončení jezuitské koleje započal akademickou dráhu na univerzitě v Kielu, pokračoval v Berlíně a následně ve Würzburgu, kde se věnoval především bakteriologii. Roku 1882 se stal prvním asistentem K. Ch. A. J. Gerhardta na interní klinice ve Würzburgu. Právě doktor Gerhardt vzbudil v Escherichovi zájem o bakteriální onemocnění dětí. Roku 1884 byl poslán do Neapole, kde propukla epidemie cholery.
O dva roky později roku 1886 publikoval dílo o vztahu střevních bakterií a výživě v době dětství s názvem Die Darmbakterien des Säuglings und ihre Beziehungen zur Physiologie der Verdauung. Právě zde popsal časnou bakteriální kolonizaci střeva novorozence a jejího původce Bacterium coli commune (roku 1919 přejmenovanou na Escherichia coli po svém objeviteli).
Roku 1890 se stal profesorem pediatrie ve Štýrském Hradci (studium tetanu u dětí). Významně ovlivnil pohled laické i odborné veřejnosti na hygienu a výživu dětí. Inicioval založení Společnosti pro péči o novorozence a v roce 1908 také Ústavu péče o matku a dítě. Zemřel v roce 1911 ve Vídni.